# 새뮤얼 버틀러 (소설가)
새뮤얼 버틀러(Samuel Butler, 1835년 12월 4일 ~ 1902년 6월 18일)는 잉글랜드의 소설가 및 사상가이다. 그는 1872년에 《에레혼》(Erewhon)이라는 유토피아 이야기를 써서 근대사회를 풍자하였다.